# Паротия на Берлепш
Паротията на Берлепш (Parotia berlepschi), също шестопера райска птица на Берлепш, е средна по големина черна райска птица с бронзови горни части, бели странични пера, черна гуша, дъгоцветни златни гръдни пера и шест дълги и тънки пера с разширени краища, излизащи от главата.
По външен вид прилича на паротията на Карола и често се смята за неин подвид, но се различава от нея с по-наситено броновото си оперение и липсата на очен пръстен.
Позната преди само от четири екземпляра, домът на тази малко позната райска птица е открит през 1985 г. от американския учен Джаред Даймънд в планините Фоджа на Папуа, Индонезия. Даймънд среща само женски от вида. През декември 2005 г. международен екип от единадесет учени от САЩ, Австралия и Индонезия, предвождан от орнитолога и вицепрезидент на Консървейшън Интърнешънъл Брус Бейлър достига до неизследваните райони на планините Фоджа и преоткрива паротията на Берлепш, заедно с други малко познати и нови видове. Първите снимки на птиците са направени тогава.
Името е в памет на немския орнитолог от 19 век Ханс фон Берлепш.